# Le Buisson (Lozère)
Le Buisson [lə bɥisɔ̃] ist eine französische Gemeinde mit 221 Einwohnern (Stand: 1. Januar 2022) im Département Lozère in der Region Okzitanien (vor 2016: Languedoc-Roussillon). Sie gehört zum Kanton Peyre en Aubrac. Die Einwohner werden Buissonnets genannt.

## Geografie
Le Buisson liegt im Gévaudan. Das Gemeindegebiet gehört zum Regionalen Naturpark Aubrac. Umgeben wird Le Buisson von den Nachbargemeinden Peyre en Aubrac im Norden und Nordosten, Saint-Léger-de-Peyre im Osten und Südosten, Antrenas im Süden, Saint-Laurent-de-Muret im Süden und Westen sowie Prinsuéjols-Malbouzon im Westen und Nordwesten.

## Bevölkerungsentwicklung
| Jahr                       | 1962 | 1968 | 1975 | 1982 | 1990 | 1999 | 2006 | 2018 |
| -------------------------- | ---- | ---- | ---- | ---- | ---- | ---- | ---- | ---- |
| Einwohner                  | 272  | 265  | 220  | 224  | 188  | 210  | 207  | 223  |
| Quellen: Cassini und INSEE |      |      |      |      |      |      |      |      |

## Sehenswürdigkeiten

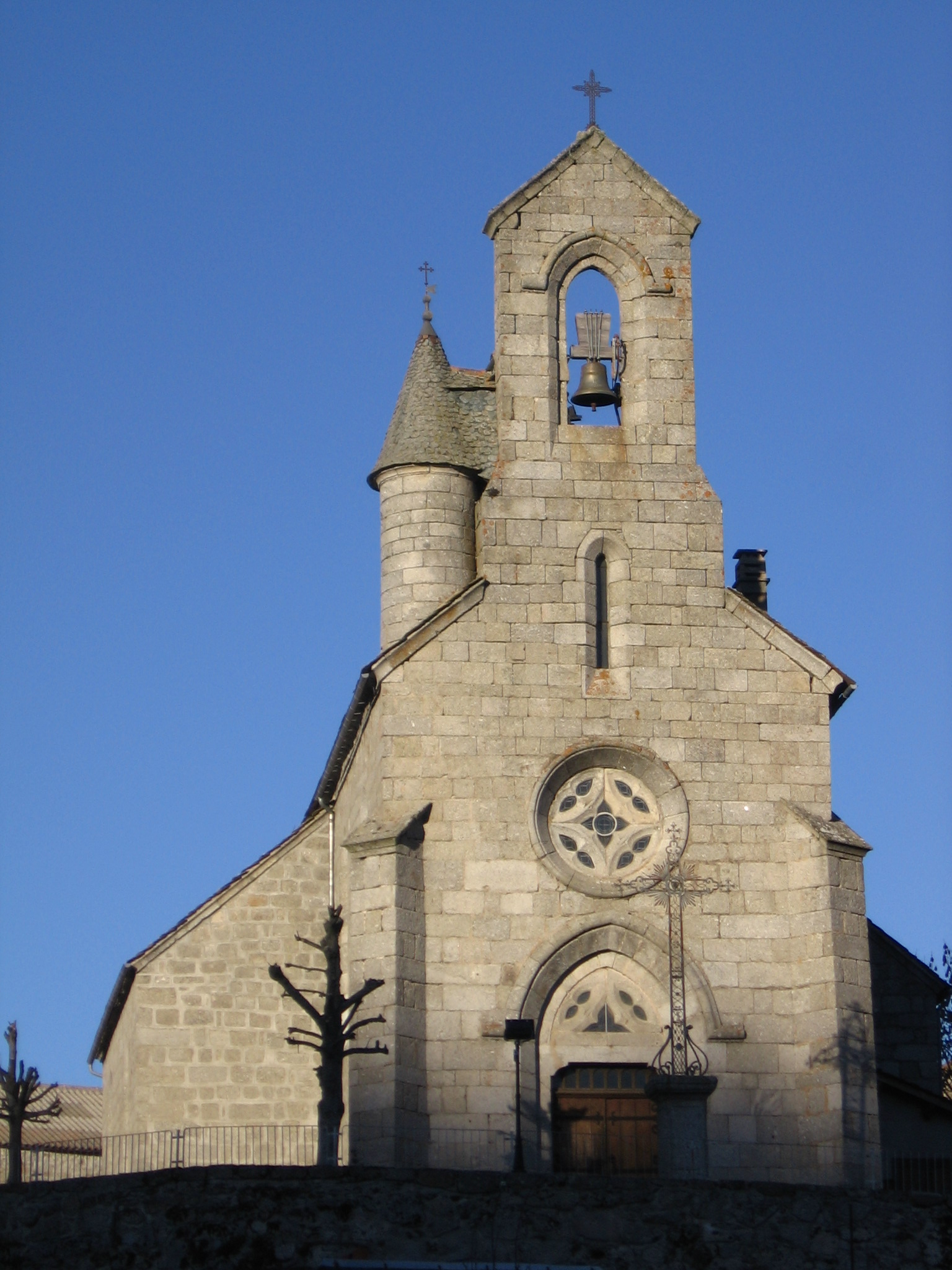
Kirche Sainte-Anne

- Kirche Sainte-Anne, 1850 erbaut
- Schloss von Le Buisson